# ソトオリヒメ (サクラ)
ソトオリヒメ (衣通姫 学名:P. × yedoensis Matsum.cv.Sotorihime)はバラ科サクラ属の植物。エドヒガン群のソメイヨシノの実生から作られた園芸品種の桜。ソメイヨシノの特徴が多めに残っている。名は『日本書紀』に登場する衣通姫（ソトオリヒメ）から名づけられた。

## 特徴
花期はソメイヨシノと同じかそれよりも少し遅い。春の半ばほどで開花を迎える。花は大きく、色は淡紅色であるがソメイヨシノよりやや白くなる。花の縁のほうが淡紅色が強い。
オオシマザクラとソメイヨシノの交雑種といわれており、オオシマザクラに似た点も見られる。花の色や萼につく毛の量などが影響を受けていると考えられる。樹木としてはソメイヨシノと同じ程度の大きさまで育つ。
また、この種はソメイヨシノより野趣を帯び、病気や虫に強く、若干実がつきやすい。観賞用としてソメイヨシノ並みであり、ソメイヨシノより丈夫な特性は園芸用にも良い特徴である。